# دربكة (بيرانشهر)
دربكة هي قرية في مقاطعة بيرانشهر، إيران. عدد سكان هذه القرية هو 1,493 في سنة 2006.